# Baula

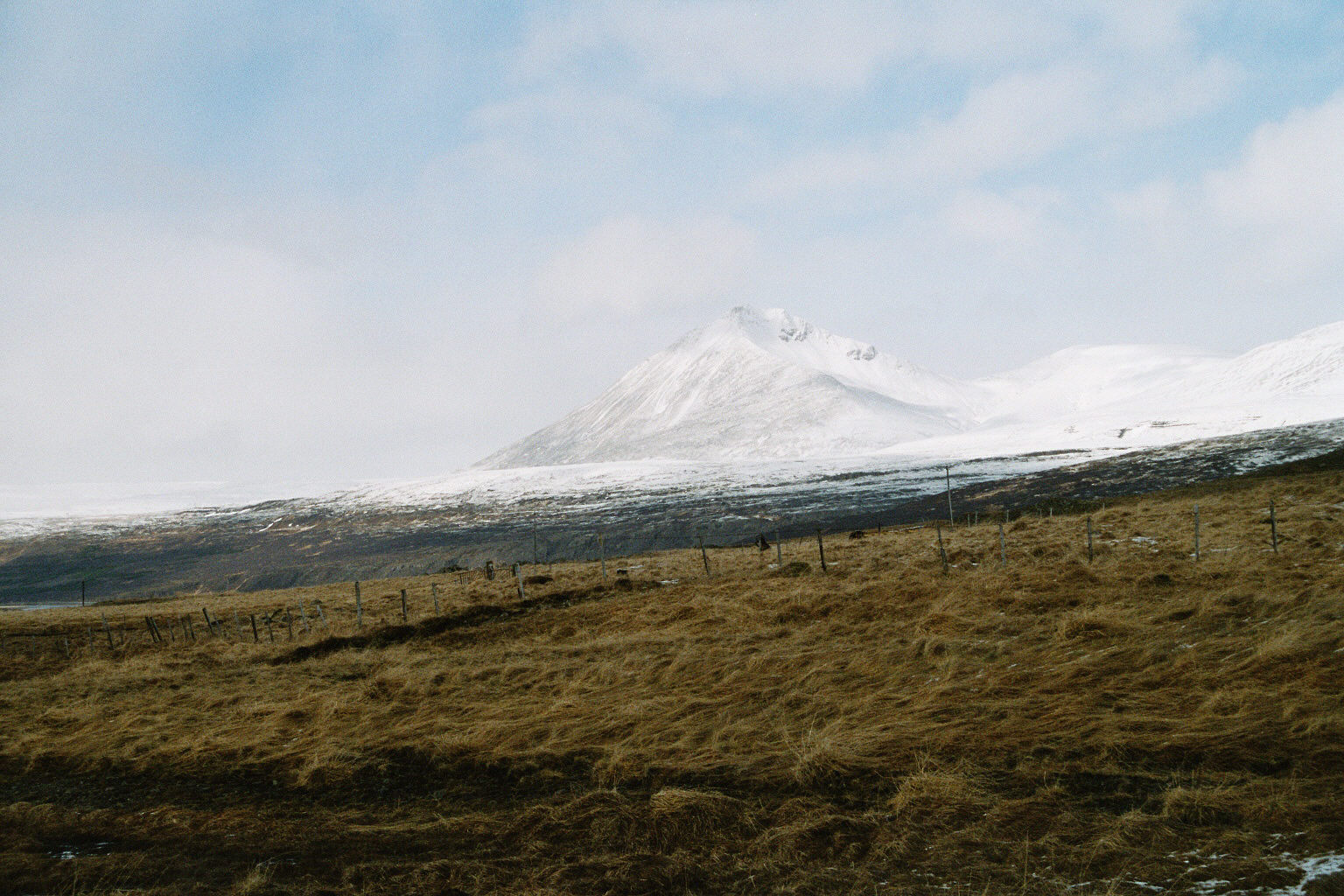
Baula vom Pass Brattabrekka

Baula [ˈbœyːla] ist ein Berg im Westen von Island mit einer Höhe von 934 m. Der Berg liegt im Norden des Gemeindegebietes von Borgarbyggð.

## Lage
Baula befindet sich in der Nähe der Ringstraße bei der Internatshochschule Bifröst nordwestlich der Grábrók-Krater. Etwa 50 km südwestlich liegt Borgarnes. Vor allem am nahen Hreðavatn stehen zahlreiche Wochenendhäuser. Nicht weit entfernt fließt der Fluss Norðurá vorbei.
Im Nordosten der Baula ragt ein etwas niedrigerer Rhyolithdom von dunklerer Farbe auf, die Litla-Baula (840 m). Der kleinere Vulkan war vor ca. 3,5 Mill. Jahren aktiv. Weiter östlich befindet sich ein weiterer Kegel namens Skildingsfell. Zwischen den Bergen liegen tiefe Taleinschnitte.

## Geologie
Bei dem Berg mit seiner markanten Form handelt es sich nicht, wie man annehmen könnte, um einen Schichtvulkan oder einen Palagonitkegel, sondern um eine große Intrusion (Lakkolith) aus Rhyolithgestein, die nur deshalb sichtbar ist, weil die Eiszeitgletscher über dem Borgarfjörður etwa 1500 m Gestein abgeschliffen haben.
Baula zeichnet sich durch ihre fast perfekte Kegelform aus. Die Intrusion stammte vom in Dalir befindlichen, inzwischen schon lange erloschenen Reykjadalsvulkan, einem Zentralvulkan, und ist rund 3,5 Millionen Jahre alt; sie entstand damit am Ende des Tertiär.
Der Berg besteht aus einer Art von Liparit oder Rhyolith. Er erklärt die leuchtend helle Farbgebung des Berges. Man hielt den Stein lange für einzigartig und nannte ihn Baulit oder Baulasteinn. Der Begriff wird aber heute nicht mehr verwendet. Auch ist das Gestein nicht einzigartig, sondern in der Nähe anderer Zentralvulkane überall im Lande zu finden.
Die spitze Form erklärt sich u. a. dadurch, dass der Berg vermutlich längere Zeit als Nunatak aus einem Eiszeitgletscher ragte.
Im Gegensatz zur Baula selbst, war Litla Baula vor cs. 4 Mill. Jahren ein aktiver Vulkan.

## Sagen und Geschichten zur Baula
Ein geflügeltes Wort nennt Litla-Baula die Tochter der Baula und den Skildingsfell deren Enkel.
Im 19. Jahrhundert erlaubten sich Einheimische mit fremden Reisenden einen beliebten Scherz, indem sie ihnen erzählten, auf dem Gipfel der Baula befinde sich der Eingang in ein schönes und reiches Land mit zwergwüchsigen Bewohnern, die fette Schafe züchteten. Es handelte sich dabei um eine Art isländischer Schlaraffenlandgeschichte.
Eine weitere Sage berichtet, dass sich auf dem Berg ein Teich befinde. Dort sei ein Wunschstein, der nur einmal im Jahr an die Oberfläche treiben würde und dem, der ihn fassen könne, alle Wünsche erfüllen würde.

## Bergwandern an der Baula
Baula kann zum Beispiel von Westen her aus dem Tal der Bjarnadalsá bestiegen werden. Allerdings ist das Gestein streckenweise sehr lose, die Hänge steil. Es handelt sich also um eine eher anspruchsvollere Bergwanderung. Dafür wird man bei entsprechendem Wetter mit einer ausnehmend schönen Aussicht belohnt.
Als Erster bestieg den Berg soweit bekannt Halldór Bjarnason aus Litla-Gröf im Jahre 1851.

## Verkehr
Baula liegt an den Straeto-Fernbuslinien 57, 59 und 81.